# Nombre de Jakob
Le nombre de Jakob {\displaystyle (Ja)} est un nombre sans dimension utilisé en phénomène de transfert pour étudier le transfert thermique lors d'un changement de phase liquide-gaz. Il représente le rapport entre la chaleur sensible et la chaleur latente. Sa valeur est liée à la sursaturation.
Ce nombre porte le nom de Max Jakob (en) (1879-1955), physicien allemand.
On le définit de la manière suivante :
{\displaystyle Ja={\frac {\rho _{l}\,c_{pl}(T-T_{eb})}{\rho _{g}\,L}}={\frac {M_{g}(C-C_{eq})}{\rho _{g}}}}
avec :
- ρl - masse volumique du liquide
- ρg - masse volumique du gaz
- Teb - température d'ébullition
- T - température du système
- cpl - Capacité thermique massique du liquide
- L - chaleur latente d'évaporation
- C - concentration du gaz dissous
- Ceq - concentration du gaz (vapeur dans le cas de l'ébullition) dissous à l'équilibre thermodynamique
- Mg - Masse molaire du gaz

Ce nombre est un paramètre utilisé pour résoudre le problème de Stefan pour les situations avec liquide et gaz.
Il existe le nombre de Stefan qui caractérise le même type de problème, mais pour le changement de phase solide-liquide.